# Solana
Solana je open-source platforma fungující na technologii decentralizované databáze blockchain využívající konsensus proof-of-stake a umožňující provoz chytrých kontraktů. Převažujícím programovacím jazykem v ekosystému Solana je Rust, podporovány jsou ale také jazyky C, C++, Python, Solidity a další jazyky díky JSON RPC API SDK klientům. Nativní kryptoměna tohoto blockchainu se nazývá Solana (SOL) a lze ji dále rozměnit na jeden milion menších jednotek, které se označují lamport. Na vývoji platformy se kromě nezávislých vývojářů podílí také společnosti Solana Labs a Solana Foundation.

## Historie
První dokument s návrhem blockchainu Solana byl zveřejněn v roce 2017 společností Solana Labs, kterou založili Anatoly Yakovenko společně s Rajem Gokalem a lze ho dohledat pod názvem Solana: A new architecture for a high performance blockchain. Ke spuštění hlavní sítě došlo v roce 2020.
Nápad na vývoj blockchainu Solana dostal Yakovenko, když pracoval ve společnosti Qualcomm. Jako dlouhodobého příznivce blockchainové technologie ho napadlo, že by bylo možné výrazně zvýšit efektivitu technologie blockchain pomocí metody nazvané proof-of-history. Ta umožňuje nečekat na ověření jednotlivých transakcí všemi validátory sítě díky časovému označení jednotlivých transakcí. To výrazně urychluje a zlevňuje proces zpracovávání transakcí a jejich přijetí sítí.

### Vývoj ceny
Kryptoměna SOL se po uvedení na trh 11. 4. 2020 obchodovala za 0,95 USD za jeden token. O rok později dosáhla hodnota jednoho tokenu ceny 43 USD a dosavadního maxima (ATH) bylo dosaženo 11.11. 2021, kdy se 1 SOL obchodoval za 233 amerických dolarů – to odpovídá zhruba 5 300 Kč. 
Od 7. 12. 2021 pak došlo k několika cenovým propadům v návaznosti na výpadky sítě až na 9,9 USD v roce 2022. Koncem roku 2023 začala ovšem cena tokenu SOL opět růst a počátkem roku 2024 se cena pohybovala kolem 100 USD.

### Významná partnerství
V roce 2022 společnost Google oznámila, že začne podporovat Solanu společně s několika dalšími blockchainy ve svém programu Google Cloud. Tato podpora je funkční součástí BigQuery od 31.10.2023. V září 2023 společnost Visa uvedla, že má zájem využívat blockchain Solana pro rozšiřování svých aktivit. V květnu 2024 byl na blockchainu Solana spuštěn stable-coin vydávaný společností Paypal pod zkratkou PYUSD. V červenci 2024 začala společnost Stripe umožňovat nákup Solany, Bitcoinu a Etherea.

## Charakteristika
Solana sdílí všechny charakteristiky typické pro technologii blockchain a je možné zde posílat peněžní prostředky nejen ve formě nativního tokenu SOL, ale také vytvářet vlastní tokeny za pomoci Solana Program Library (SPL). Díky tomu zde fungují také tzv. stable-coins, jakými jsou například USDT a USDC. 

### Poplatky
Pro odeslání transakce na blockchainu Solana je nutné disponovat alespoň malým množstvím kryptoměny SOL, ta je použita pro zaplacení transakčních poplatků spojených s provedením dané transakce. Transakční poplatky jsou velmi nízké a pro běžné uživatele činí 0,0000079 SOL za jednu transakci. To i při maximální ceně tokenu SOL dosažené v listopadu 2021 odpovídalo poplatku 0,04 Kč za provedenou transakci. 
Nízké transakční poplatky byly také jedním z důvodů, proč se tento blockchain potýkal s výpadky.

### Rychlost
Rychlost kteréhokoliv blockchainu se typicky udává v transakcích za sekundu (TPS) a Solana dosahuje průměrně 4500 TPS. Teoreticky dosažitelná kapacita uváděná v návrhu Solany je odhadována na 710 000 TPS a dosavadní maximum otestované v reálných podmínkách činilo 65 000 TPS. Rychlost potvrzení transakce ve slotu je každých 400 milisekund, což odpovídá 0,4 sekundy. Průměr se pak může mírně lišit, např. 400–422 milisekund.
V roce 2022 byl započat vývoj dalšího klienta pro validátory sítě, který nese označení Firedancer a je vyvíjen společností Jump Crypto. Tento klient si klade za cíl zvýšit propustnost a efektivitu sítě a také posílit odolnost sítě vůči výpadkům. Při představení Firedanceru Kewinem Bowersem na konferenci Breakpoint 2022 bylo v sále demonstrováno až 1,2 milionu TPS.

### Decentralizace
Solana k 4.11.2023 běžela na 2919 nodech ve 31 zemích světa. Některé nody jsou provozovány v datacentrech (unikátních datacenter je pak 392).
Stupeň decentralizace blockchainových platforem je často uváděn také v podobě Nakamotova koeficientu, který určuje minimální počet nezávislých entit potřebných k zastavení celé blockchainové sítě. Nakamotův koeficient Solany je 24. To znamená, že k zastavení celé sítě je teoreticky potřeba koordinace 24 největších validátorů. Udávaný Nakamotův koeficient se ale v čase mění a některé zdroje udávají rozpětí NK pro Solanu 19–34.

## Validátorské klienty
V současné chvíli jsou k dispozici dva funkční klienty a dva jsou v současnosti vyvíjeny a testovány:
- Solana Validator Client
- Jito Labs Validator Client
- Firedancer (ve vývoji, nicméně první verze již běží na hlavní síti mainnet, viz dále)
- Agave (ve vývoji)

První zmíněný byl vyvinut společností Solana Labs. Druhý zmíněný byl vydán Jito Labs jako převzatý a následně upravený klient první. Třetí zmiňovaný je vyvíjen společností Jump Crypto a jedná se o klient naprogramovaný nezávisle na předchozích dvou. Z toho důvodu se předpokládá výrazné zvýšení spolehlivosti sítě v budoucnu a omezení výpadků způsobených chybami v klientech.
Firedancer je napsán v C/C++ a umožňuje dosahovat velmi vysokého množství TPS – otestováno 1,2–1,6 milionu TPS. Klient byl 2.11.2023 uveden do provozu na testovací síti Solany (testnet) v průběhu konference Breakpoint 2023. V září 2024 byla spuštěna první verze klienta Firendancer na hlavní síti, tato verze se označuje jako Frankendancer, aby bylo zřejmé, že se jedná o ranou verzi klienta, který je stále ve vývoji.
Čtvrtý oznámený klient je vyvíjen společností Anza a má se jednat rovněž o převzatý a upravený klient od Solana Labs.

## Proof of History
V blockchainové síti je nutné zajistit návaznost jednotlivých bloků na sebe tak, aby se vytvořil řetězec transakcí udávající, které stavy (například zůstatky na účtech) byly dříve a které později. A zatímco v systému proof of work musejí validátoři po vytěžení bloku odeslat tuto informaci do sítě, aby se synchronizovala mezi všemi ostatními validátory a předchozí nonce byla uvedena v novém bloku, v systému proof of history je návaznost bloků transakcí vyřešena jinak.
Všechny uzly v síti proof of history disponují tzv. „synchronizovanými časovými hodinami“, které jsou zajištěny funkcí VDF (verifiable delay function)(ověřitelná funkce zpoždění). Tyto hodiny jsou nezávislé na lokálních časech jednotlivých uzlů a díky těmto hodinám a časovým razítkům může síť ověřit časovou souslednost provedených transakcí. Synchronizovaný stav světa všech validátorů je hlavním důvodem, proč v síti využívající proof of history není potřeba čekat na potvrzení transakce ostatními validátory a transakce mohou být zpracovávány zároveň.
Proof of History není typem konsenzu, jakými jsou například Proof of Work nebo Proof of Stake. Jedná se spíše o doplnění těchto systémů a Solana je vůbec první blockchain, ve kterém byl tento mechanismus použit.

## Ekosystém

### Peněženky
Kryptoměnu Solana podporuje mnoho hardwarových i softwarových peněženek, některé ale nemusí podporovat SPL tokeny, které na Solaně fungují. Z toho důvodu jsou peněženky rozděleny do dvou kategorií – nativní a generické. Generické peněženky také dokáží přijímat SPL tokeny, je ale možné, že se uživateli tyto tokeny nezobrazí. Při převodu seedu z generické peněženky do nativní ale dojde také k přenosu SPL tokenů a tyto tokeny tak nejsou ztraceny.
- Nativní – Phantom, Solflare, Backpack, Glow, Ottr a další
- Generické – Exodus, Trust, Atomic, Math a další[31][32]

### DeFi
V ekosystému Solana fungují také služby poskytující přístup k decentralizovaným financím. Nejpopulárnější decentralizovanou směnárnou je agregátor Jupiter, který automaticky hledá nejlepší dostupný kurz na několika dostupných decentralizovaných službách. Kromě toho zde ale funguje mnoho dalších služeb umožňujících např. překolateralizované půjčky (Solend, Kamino, Marginfi), pákové obchodování (Drift Protocol, Zeta), směnu za jiné kryptoměny (Jupiter, Orca, Raydium, Saber), správa decentralizovaných autonomních organizací – DAO (Realms) a další.

### NFT
Non-fungible tokens (NFT) (nezaměnitelné tokeny, žetony)
Nejpopulárnějšími NFT kolekcemi přesahující objem jednoho milionu SOL jsou: Okay Bears, ABC, Claynosaurz, MadLads, Famous Fox Federation, Degenerate Ape Academy a SMB Gen 2.

### xNFT
Executable non-fungible token je standard vyvíjený společností Coral stojící za peněženkou Backpack a také za stejnojmenným operačním systémem a kryptoměnovou burzou. Standard xNFT umožňuje uživatelům přistupovat k externím stránkám v zabezpečeném sandboxovém prostředí browserové peněženky a liší se od NFT tím, že umožňuje také běh kódu. Kryptoměnová peněženka s tímto standardem tedy funguje podobně jako operační systém mobilního telefonu, na který může uživatel instalovat aplikace (xNFTs) a při otevření dané aplikace například přistupovat přímo ke svému bankovnímu účtu nebo jiné službě. xNFT aplikace jsou dostupné v knihovně aplikací xnft.gg

### Solana Name Service (SNS)
V ekosystému Solana je možné zakoupit si doménu s vybraným jménem podobně jako u webových domén. Toto jméno lze následně využívat namísto adresy peněženky a vždy je zakončeno koncovkou .sol, například: johndoe.sol
Tuto službu zprostředkovává společnost Bonfida na webové adrese sns.id a je podporováno většinou nativních peněženek.

## Airdropy
V minulosti proběhlo na tomto blockchainu několik tzv. airdropů (výsadků). Kokrétně se jednalo se o: $ORCA, $BONK, $PYTH, $JTO, $WEN a $JUP.

## Výpadky sítě
Blockchain Solana prodělal od svého spuštění několik výpadků sítě způsobených technickými nedostatky při vývoji, což mělo za následek zpomalení průchodu transakcí nebo úplné zastavení jejich zpracovávání. Během roku 2022 došlo ke 14 výpadkům různé závažnosti, v roce 2023 se vyskytl jeden výpadek a poslední výpadek se objevil 6.2. 2024. Některé z těchto výpadků musely být následně vyřešeny restartováním sítě nebo přechodem na vyšší/nižší verzi software. K tomuto je potřeba souhlas většiny validátorů sítě, což v jednom z případů trvalo až 19 hodin.

### Příčiny
Vzhledem k nízké finanční náročnosti bylo možné síť zahlcovat transakcemi a generovat jich desítky až stovky tisíc při snaze zahltit síť nebo předběhnout ostatní uživatele. Tím došlo k přetížení systému a zastavení zpracovávání odeslaných transakcí, což je vektor odpovídají DDOS útoku.

### Řešení
V reakci na tyto události bylo následně implementováno několik opatření, zejména pak: QUIC, stake-weighted quality of service a local-fee markets. Tato opatření zabraňují zahlcování validátorů transakcemi a proporčně zvyšují poplatky za transakce pouze tam, kde dochází k navyšování vytíženosti sítě. To zabraňuje útočníkům beztrestně spamovat síť a zároveň nezvyšuje poplatky všem ostatním uživatelům sítě ani tehdy, když dochází k velkým výkyvům způsobeným např. airdropy.

## Financování projektu

### Distribuce kryptoměny
Vývoj platformy Solana byl zajištěn pomocí několika investičních kol umožňujících investorům nákup tokenů SOL, ve kterých společnost Solana Labs postupně získala zhruba 25,5 milionu dolarů. Poslední investiční kolo bylo dostupné také pro veřejnost přes platformu Coinlist a v jeho průběhu bylo nakoupeno přes 8 milionů tokenů SOL.
K 5. listopadu 2023 bylo v oběhu celkem 419 967 634 SOL mincí.
| Vybraná částka [USD] | Datum         | Cena za 1 token [USD] |
| -------------------- | ------------- | --------------------- |
| 3 017 000            | Březen 2018   | 0,04                  |
| 12 600 000           | Červen 2018   | 0,2                   |
| 5 700 000            | Červenec 2019 | 0,225                 |
| 2 300 000            | Únor 2020     | 0,25                  |
| 1 800 000            | Březen 2020   | 0,22                  |

|                                                                         | Podíl [%] |
| ----------------------------------------------------------------------- | --------- |
| Firmy investující v průběhu seed fáze (fondy rizikového kapitálu atd.)  | 25,6      |
| Firmy investující do founding fáze (investiční fondy a další instituce) | 20,4      |
| Solana Foundation (nezisková organizace)                                | 20,2      |
| Tým Solana Labs                                                         | 20,2      |
| Validátoři                                                              | 8,2       |
| Strategičtí partneři                                                    | 3,0       |
| Veřejnost                                                               | 2,6       |

## FTX
Kryptoburza FTX, která zbankrotovala v roce 2022, byla jedním z raných investorů do projektu Solana. Server CoinDesk uvádí, že věřitelé této společnosti díky tomu stále disponují 5,5 miliony tokenů SOL. V roce 2024 projevil zájem o nákup těchto tokenů americký hedge fond Pantera Capital věnující se investicím do digitálních aktiv.